# Johan Kenkhuis

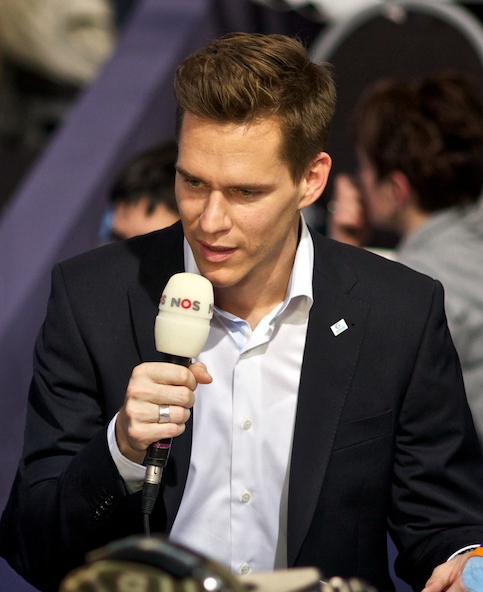
Johan Kenkhuis

Johan Kenkhuis (* 7. Mai 1980 in Vriezenveen) ist ein ehemaliger niederländischer Schwimmer. Er gewann bei Olympischen Spielen je eine Silber- und eine Bronzemedaille.

## Karriere
Seit seiner Kindheit hatte Kenkhuis ein hohes Interesse am Schwimmen. 1998 gewann Kenkhuis bei den Jugend-Europameisterschaften zwei Goldmedaillen über 100 m und 200 m Freistil. Bei den Olympischen Sommerspielen 2000 in Sydney gewann Kenkhuis eine Bronzemedaille als Mitglied der Freistilstaffel über 4 × 200 m Freistil. Des Weiteren gewann er 2001, wiederum als Staffel-Mitglied, eine Silbermedaille bei den Schwimmweltmeisterschaften 2001 in Fukuoka diesmal in der 4×100-m-Freistilstaffel.
2002 beabsichtigte Kenkhuis seine Karriere als Schwimmer zu beenden. Sein Trainer Fedor Hes half ihm jedoch, eine andere Trainingsstrategie zu entwickeln und motivierte ihn weiterzumachen. Kenkhuis gelang es in der Folge, den vierten Platz über 50 m Freistil bei den Schwimmweltmeisterschaften 2003 in Barcelona zu erreichen. Kenkhuis lag dabei nur eine Hundertstelsekunde hinter dem Bronzemedaillengewinner.
2004 war Kenkhuis bei den Olympischen Sommerspielen in Athen erneut Mitglied der niederländischen 4×100-m-Freistilstaffel, zu der auch die Schwimmer Pieter van den Hoogenband, Mitja Zastrow und Klaas-Erik Zwering gehörten. Kenkhuis war der Startschwimmer des Teams. Die Mannschaft erreichte den zweiten Platz und erhielt die Silbermedaille. 2006 gab Kenkhuis bekannt, dass er seine Laufbahn als professioneller Schwimmer nach den Kurzbahneuropameisterschaften 2006 in Helsinki beenden werde.
Gegenwärtig lebt Kenkhuis offen homosexuell in Amsterdam, wo er Mitglied des Schwimmclubs De Dolfijn SPAX ist. Daneben trainiert er im XLence Schwimmverein. Er gehört zu den vier Athleten der Olympischen Sommerspiele 2004 in Athen, die sich öffentlich zu ihrer Homosexualität bekannt haben. Kenkhuis arbeitet gegenwärtig an der Johan Cruyff Universität in Amsterdam an seinem Abschluss als Business and Marketing Major. 